# Chana Masson
Chana Masson de Souza (født 18. december 1978) er en brasiliansk håndboldmålvogter, som spiller for italienske SSD Handball Erice  og har tidligere spillet for Brasiliens kvindehåndboldlandshold.
Hun skiftede i sommeren 2021 tilbage til den danske liga for HH Elite, hvor hun spillede én sæson.

## Tidligere klubber
- Guarrullos, Brasilien
- Ulbia, Brasilien
- Elche, Spanien
- Ferrobus Mislata, Spanien
- FCK Håndbold, Danmark
- HC Leipzig, Tyskland
- Randers HK, Danmark
- Viborg HK, Danmark

## Meritter
- EHF Cup-vinder: 2000, 2010
- Spansk mester: 2003
- Panamerikansk mester: 1999-2007
- Tysk mester: 2006
- DM-sølv: 2010